# John Kessel

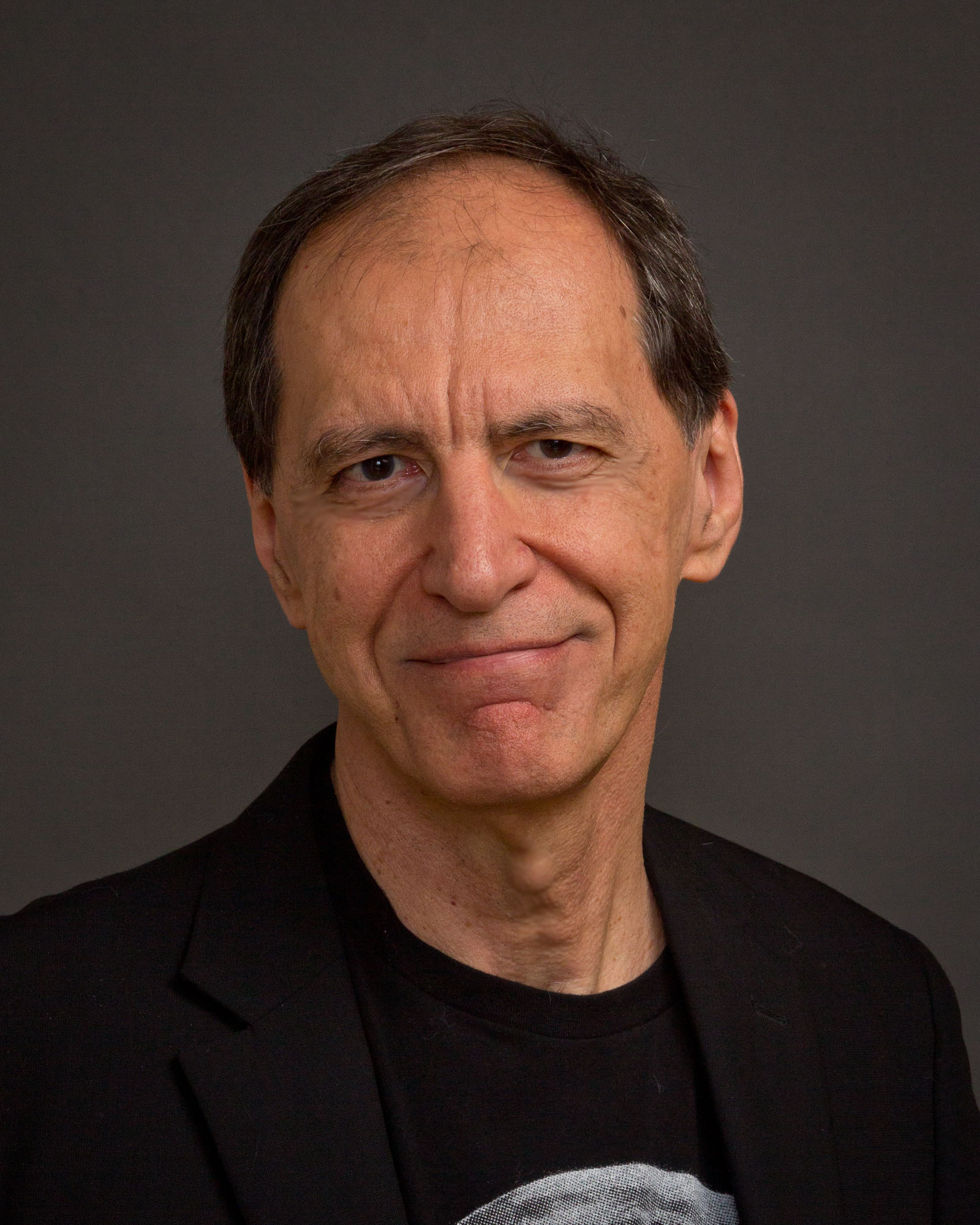
John Kessel (2016)

John Kessel (eigentlich Joseph Vincent Kessel; geboren am 24. September 1950 in Buffalo, New York) ist ein amerikanischer Autor von Science-Fiction und Fantasy.

## Leben
Kessel studierte Englisch und Physik an der University of Rochester, wo er 1972 cum laude mit einem Bachelor abschloss. Danach erhielt er 1974 einen Master der University of Kansas und promovierte 1981. Er arbeitete von 1979 bis 1982 als Werbe- und Nachrichtenredakteur für den Commodity News Service in Leawood, Kansas. Seit 1982 unterrichtet er Kreatives Schreiben und Amerikanische Literatur an der North Carolina State University in Raleigh, North Carolina. Kessel war außerdem Dozent des Clarion Science Fiction Writers’ Workshop und des Clarion West Writers’ Workshop 2004.
Seine erste Science-Fiction-Erzählung The Silver Man veröffentlichte Kessel 1978. In der Folge erwies er sich als produktiver Autor von Kurzgeschichten, bekannt dafür, gekonnt mit den Konventionen des SF-Genres und der Populärkultur allgemein zu spielen, zum Beispiel in The Big Dream, in dem ein Raymond-Chandler-Detektiv dem Autor Chandler hinterherspioniert, oder in Herman Melville: Space Opera Virtuoso (1980), in dem ein 1902 geborener Herman Melville Space Operas für die Pulp-Magazine schreibt. 1983 erhielt Kessler einen ersten Nebula Award und eine Hugo-Nominierung für die Kurzgeschichte Another Orphan, in der er wieder seiner Faszination durch Melville folgt, wobei diesmal ein Börsenhändler aus der Gegenwart in der fiktionalen Welt von Moby-Dick erwacht, wobei die Erzählung über ein Pastiche weit hinausgeht, indem sie die philosophisch-literarischen Probleme im Verhältnis von Fiktionalität und Realität thematisiert.
Kessels erster Roman Freedom Beach (in Zusammenarbeit mit James Patrick Kelly) erschien 1985. Sein zweiter Roman Good News from Outer Space (1989, deutsch als Gute Nachricht von den Sternen, 1996) ist eine Satire, in der die 1999 die vom Millenniumsfieber geschüttelten USA die Wiederkunft Christi erwarten, verkündet von einem der notorischen Fernsehevangelisten, der die Ankunft eines riesigen Alien-Raumschiffes in der Silvesternacht der Jahrtausendwende prophezeit. Für die Kurzgeschichte Buffalo (1991), in der er die fiktive Begegnung seines Vaters mit H. G. Wells im Jahr 1932 schildert, erhielt er 1992 den Theodore Sturgeon Memorial Award und den Locus Award. Die Erzählung Pride and Prometheus, in der Kessel die Welten von Jane Austens Pride and Prejudice und Mary Shelleys Frankenstein oder Der moderne Prometheus zusammenführt, wurde 2009 mit dem Nebula Award und dem Shirley Jackson Award ausgezeichnet. 2018 erschien eine zum Roman erweiterte Fassung.
Ab 2006 gab Kessel zusammen mit James Patrick Kelly eine Reihe von SF-Anthologien heraus, darunter Feeling Very Strange: The Slipstream Anthology und Rewired: The Post-Cyberpunk Anthology (2007). Neben seiner Arbeit als Autor ist Kessel ein kenntnisreicher und geschätzter SF-Kritiker. Die Encyclopedia of Science Fiction erkennt in Kessel „one of science fiction's most necessary critics“.
Kessel heiratete 1975 Penelope Crews, von der er 1980 geschieden wurde. 1986 heiratete er Sue Hall. Kessel ist gegenwärtig mit der Schriftstellerin Therese Anne Fowler verheiratet.

## Auszeichnungen
- 2010 Premio Ignotus El imperio invisible, die spanische Übersetzung der Kurzgeschichte The Invisible Empire (2002)
- 2009 Nebula Award und Shirley Jackson Award für den Erzählung Pride and Prometheus
- 2006 Phoenix Award für das Lebenswerk
- 2003 James Tiptree Jr Memorial Award für die Kurzgeschichte Stories for Men
- 1992 Theodore Sturgeon Memorial Award und Locus Award für die Kurzgeschichte Buffalo
- 1983 Nebula Award für die Erzählung Another Orphan

Die Bühnenfassung seiner Kurzgeschichte Faustfeathers wurde 1994 mit dem Paul Green Playwright’s Prize ausgezeichnet.

## Bibliografie
Romane
- Freedom Beach (1985, mit James Patrick Kelly)
- Good News from Outer Space (1989)
  - Deutsch: Gute Nachricht von den Sternen. Heyne SF&F #5425, 1996, ISBN 3-453-09466-2.
- Corrupting Dr. Nice (1997)
- The Moon and the Other (2017)
- Pride and Prometheus (2018)

Sammlungen
- Meeting in Infinity (1992)
- The Pure Product (1997)
- The Baum Plan for Financial Independence and Other Stories (2008)
- Ninety Percent of Everything (2011, mit James Patrick Kelly und Jonathan Lethem)
- The Collected Kessel (2012)

Crosswhen (Comicserie, mit Terry Lee)
- Crosswhen #1 (1978)
- Crosswhen #2 (1978)
- Crosswhen #3 (1978)
- Crosswhen #4 (1979)
- Crosswhen #5: The Slums of Space (1979)
- Crosswhen #6 (1979)
- Crosswhen #7: The Slums of Space (1979)
- Crosswhen #8 (1980)

Kurzgeschichten
- The Silver Man (1978)
- The Incredible Living Man (1978)
  - Deutsch: Der unglaublich lebendige Mann. In: H. J. Alpers (Hrsg.): Kopernikus 11. Moewig (Moewig Science Fiction #3637), 1984, ISBN 3-8118-3637-4.
- Just Like a Cretin Dog (1979)
- In an Alien Wood (1979)
- Herman Melville: Space Opera Virtuoso (1980)
- Last Things (1980)
- Animals (1980)
- The Monuments of Science Fiction (1980)
- Uncle John and the Saviour (1980)
- Not Responsible! Park and Lock It! (1981)
  - Deutsch: Auf der Straße. In: Werner Fuchs (Hrsg.): Das Fest des heiligen Dionysos. Knaur SF&F 5790, 1984, ISBN 3-426-05790-5.
- Another Orphan (1982)
  - Deutsch: Eine andere Waise. In: Ronald M. Hahn (Hrsg.): Mythen der nahen Zukunft. (= Band Nr. 68 des deutschen The Magazine of Fantasy and Science Fiction), Heyne SF&F #4062, 1984, ISBN 3-453-31004-7.
- Below Zero (1983)
- Hearts Do Not in Eyes Shine (1983)
  - Deutsch: Nicht im Auge schaut man des Herzens Glanz. In: Friedel Wahren (Hrsg.): Isaac Asimovs Science Fiction Magazin 23. Folge. Heyne SF&F #4140, 1984, ISBN 3-453-31105-1.
- Friend (1984, mit James Patrick Kelly)
- The Big Dream (1984)
  - Deutsch: Ein schwerer Traum. In: H. J. Alpers (Hrsg.): Kopernikus 12. Moewig (Moewig Science Fiction #3660), 1985, ISBN 3-8118-3660-9.
  - Deutsch: Der große Traum. In: Friedel Wahren (Hrsg.): Isaac Asimovs Science Fiction Magazin 24. Folge. Heyne SF&F #4178, 1985, ISBN 3-453-31143-4.
- Freedom Beach (1984, mit James Patrick Kelly)
- The Lecturer (1984)
  - Deutsch: Der Unterweiser. In: H. J. Alpers (Hrsg.): Kopernikus 14. Moewig (Moewig Science Fiction #3694), 1986, ISBN 3-8118-3694-3.
- A Clean Escape (1985)
  - Deutsch: Ein glatter Ausstieg. In: Friedel Wahren (Hrsg.): Isaac Asimov's Science Fiction Magazin 35. Folge. Heyne SF&F #4690, 1990, ISBN 3-453-04272-7.
- Reduction (1986, mit Gregory Frost)
- The Pure Product (1986)
  - Deutsch: Das reine Produkt. In: Friedel Wahren (Hrsg.): Isaac Asimov's Science Fiction Magazin 29. Folge. Heyne SF&F #4405, 1987, ISBN 3-453-00409-4.
- Credibility (1987)
- Judgment Call (1987)
- Mrs. Shummel Exits a Winner (1988)
- Buddha Nostril Bird (1990)
- Invaders (1990)
  - Deutsch: Invasoren. In: Ronald M. Hahn (Hrsg.): Invasoren. (= Band Nr. 89 des deutschen The Magazine of Fantasy and Science Fiction), Heyne SF&F #5113, 1994, ISBN 3-453-07279-0.
  - Deutsch: Invasoren. In: Wolfgang Jeschke (Hrsg.): Die säumige Zeitmaschine. (= Band Nr. 37 von Internationale Science Fiction Stories), Heyne SF&F #5645, 1997, ISBN 3-453-11905-3.
- Buffalo (1991)
  - Deutsch: Buffalo. In: Ronald M. Hahn (Hrsg.): Ebenbilder. (= Band Nr. 87 des deutschen The Magazine of Fantasy and Science Fiction), Heyne SF&F #5004, 1993, ISBN 3-453-06231-0.
- The Moral Bullet (1991, mit Bruce Sterling)
- Man (1992)
- Faustfeathers (1992)
- "SF Story" (1993)
- The Franchise (1993)
- The Einstein Express (1993)
- Some Like It Cold (1995)
- The True History of the End of the World (1995, mit James Patrick Kelly und Jonathan Lethem)
  - Deutsch: So endet die Welt wirklich. In: Ronald M. Hahn (Hrsg.): Der Tod im Land der Blumen. (= Band Nr. 98 des deutschen The Magazine of Fantasy and Science Fiction) Heyne SF&F #5980, 1998, ISBN 3-453-14009-5.
- The Miracle of Ivar Avenue (1996)
- Gulliver at Home (1997)
- Faustfeathers: A Comedy (1997, Bühnenfassung der Kurzgeschichte von 1992)
- Every Angel is Terrifying (1998)
- The President’s Channel (1998)
- Ninety Percent of Everything (1999, mit James Patrick Kelly und Jonathan Lethem)
- The Juniper Tree (2000)
- The Family Vacation (2002)
- Stories for Men (2002)
- The Invisible Empire (2002)
- Of New Arrivals, Many Johns, and the Music of the Spheres (2003)
- Under the Lunchbox Tree (2003)
- It’s All True (2003)
- The Baum Plan for Financial Independence (2004)
- The Red Phone (2005)
- The Snake Girl (2006)
- Sunlight or Rock (2006)
- The Last American (2007)
- Downtown (2007)
- Pride and Prometheus (2008)
- Powerless (2008)
- The Motorman’s Coat (2009)
- Events Preceding the Helvetican Renaissance (2009)
- Iteration (2010)
- The Closet (2010)
- Clean (2011)
- Consolation (2015)
- The Mark of Cain (2019)

Anthologien (als Herausgeber)
- Enemy Mine / Another Orphan (1989, mit Barry B. Longyear)
- Intersections: The Sycamore Hill Anthology (1996, mit Richard Butner und Mark L. Van Name)
- Feeling Very Strange: The Slipstream Anthology (2006, mit James Patrick Kelly)
- Rewired: The Post-Cyberpunk Anthology (2007, mit James Patrick Kelly)
- The Secret History of Science Fiction (2009, mit James Patrick Kelly)
- Kafkaesque: Stories Inspired by Franz Kafka (2011, mit James Patrick Kelly)
- Digital Rapture: The Singularity Anthology (2012, mit James Patrick Kelly)
- Nebula Awards Showcase 2012 (2012, mit James Patrick Kelly)